# Nexus One
Nexus One — комунікатор виробництва HTC і розповсюджуваний інтернет-гігантом Google. Це перший апарат, який працює під управлінням Android 2.1, а 28 червня 2010 першим отримав оновлення до Android 2.2, а з лютого 2011 на Android 2.3.3. На апараті стоїть чиста операційна система Android, без жодних графічних надбудов чи графічних оболонок, що дозволяє максимально скоротити час та спростити процедуру оновлення на нову версію ПЗ. 

## Реліз
Презентація пройшла 5 січня 2010 року, тоді ж і почалися продажі.
Пристрій продається під брендом Google, модель називається Nexus One. Виробляється апарат тайванською компанією HTC.
Передбачалося, що апарат буде продаватися і самостійно, натомість HTC представила технологічного близнюка Desire (Bravo), який має декілька зовнішніх відмінностей, оптичний сенсор замість трекбола і збільшеною кількість RAM (576).
Комунікатор не набув великої популярності й був об'єктом критики з боку як фахівців, так і користувачів. Після того, як стало очевидно, що спосіб онлайн дистрибуції провалився й продукт не мають очікуваного попиту було оголошено, що Nexus One був випущений в першу чергу для того, щоб поставити нову планку в технологічному оснащенні, а не для отримання прибутку, як інші моделі на момент виходу. Вважалось, що це було виправданням за провал і лінійка Nexus продовження не матиме, але в кінці 2010 року (16 грудня) вийшла нова модель — Google Nexus S, цього разу випущена компанією Samsung.
Іса Дік Гекетт, дочка Філіпа Діка, як і деякі блогери, вважає, що назва Nexus One є відсиланням до роману її батька «Мріють андроїди про електровівці?», де фігурували андроїди моделі «Нексус-6».

## Технічні характеристики

### Платформа
Смартфон отримав процесор Qualcomm Snapdragon S1 (QSD82501) (1 ГГц Scorpion) та графічний процесор Adreno 200.

### Батарея
Смартфон отримав знімну батарею об'ємом 1400 мАг. 

### Камера
Смартфон отримав основну камеру на 5 Мп, з автофокусом, LED-спалахом та здатністю запису відео в роздільній здатності 480p@30fps. Фронтальна камера відсутня.

### Екран
Екран AMOLED, 3.7", 800 x 480 з щільністю пікселів 252 ppi.

### Пам'ять
Смартфон продавався в комплектації 512/512 МБ.

### Програмне забезпечення
Смартфон був випущений на «чистому» Android 2.1 Eclair. Був оновлений до Android 2.3.6 Gingerbread.